# 금강산국제관광특구

금강산국제관광특구의 위치

금강산국제관광특구(金剛山國際觀光特區, 영어: Mount Kumgang Tourist Region, MKTR) 또는 이전 명칭 금강산관광지구(金剛山觀光地區)는 조선민주주의인민공화국에 속한 특구였다.

## 연혁
- 2002년 금강산관광지구 설치
- 2011년 금강산국제관광특구법 제정
- 2024년 금강산국제관광특구법 폐지[1]

## 역사

### 특구 설치
2002년 금강산 관광을 개방하면서 설치되었다. 금강산국제관광특구에 포함되는 지역은 강원도 고성군 고성읍·온정리 일부, 삼일포, 해금강, 금강군 내금강, 통천군 일부이다. 대한민국 정부는 현대아산과 함께 금강산지구를 현대화하였다. 이는 호텔, 골프 리조트, 도로, 철로, 전선 등을 포함한다.

### 남한 관광 허용
대한민국의 관광객들은 1998년 11월부터 금강산 관광이 허용되었다. 처음 금강산 관광은 크루즈를 이용해서 관광하는 것이었지만 이후에는 육로를 통해 금강산으로도 갈 수 있게 되었다. 그러나 이는 2008년 이후로 불가능해졌다.

### 금강산관광 중단
2008년 7월 11일 발생했던 금강산 관광객 피격 사망 사건으로 인해 2008년 7월 13일부터 대한민국에서의 금강산 관광은 임시 중단되었다. 이후 대한민국 정부는 관광재개 조건으로 진상규명, 재발방지 대책 마련, 신변안전보장 강화를 조선민주주의인민공화국 측에 요구하였다. 그러나 북한은 이에 대한 조사를 거부하면서 관광은 중단되었다. 그리고 노무현 정부 이후 출범한 이명박 정부의 강경한 대북정책에 따라서 남북관계 또한 경색된다.

### 금강산 지구 내 남한 정부 자산 무단 동결 및 철거
조선민주주의인민공화국은 2010년 4월 금강산관광지구에 있는 대한민국 소유 부동산에 대해 몰수, 동결 조치하고, 2011년 4월 8일 조선아시아태평양평화위원회 대변인 담화를 통해 현대아산의 금강산 관광사업 독점권을 취소하였다. 동년 4월 29일에는 최고인민회의 상임위 정령으로 금강산 국제관광특구법을 채택했다. 남북간 거듭된 협의 시도가 있었지만 성사되지 못한 채, 2011년 8월 22일 조선민주주의인민공화국은 대한민국 재산에 대한 법적 처분을 단행하겠다고 통보하였고, 2011년 8월 말부터는 외국 언론사 및 관광회사를 대상으로 나선-금강산 시범크루즈관광을 실시하고 있다.
2019년에는 김정은 국무위원장이 금강산 내 남측 시설을 철거하라는 의사를 공식적으로 밝혔으나, 코로나바이러스감염증-19 발생으로 실제 행동으로 취하진 못하였다. 김정은이 직접 언급한 시설은 금강산 호텔, 외금강 호텔, 금강산 아난티 골프 리조트 등이다. 2024년 4월, 북한은 일방적으로 대한민국 정부 소유인 금강산 관광지구 내 소방서를 철거하였다. 2025년 2월 13일, 북한은 일방적으로 이산가족면회소를 철거하기 시작하였다.

### 현재
대한민국과 미국을 제외한 국가의 국민들은 관광을 할 수 있으며, 중국, 일본, 러시아에서 관광을 온다.

## 사진

셔틀버스 정류소
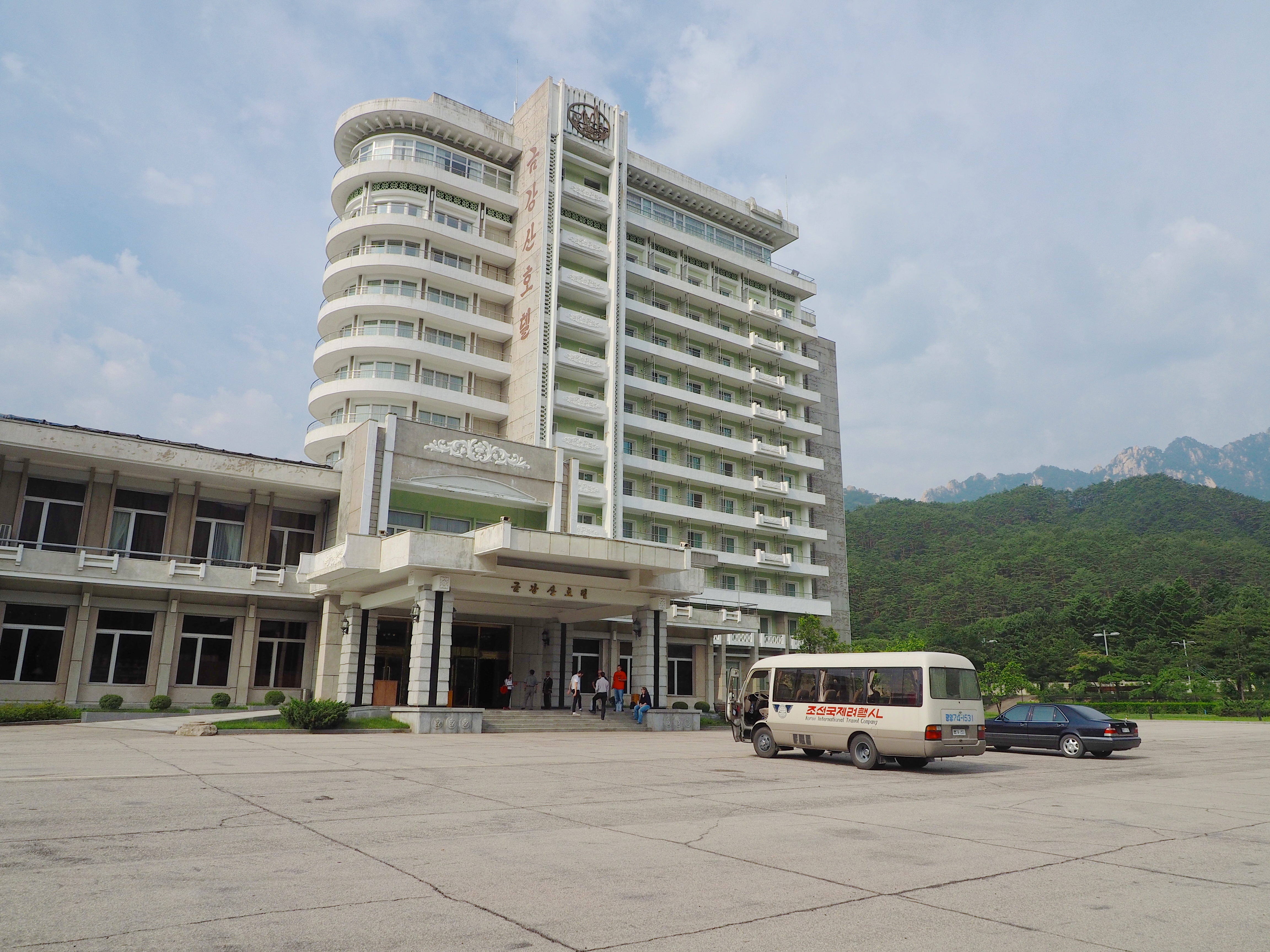
금강산 호텔
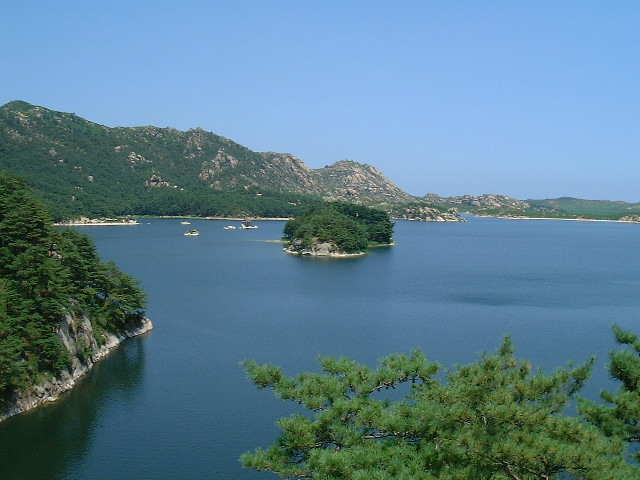
삼일포 호수
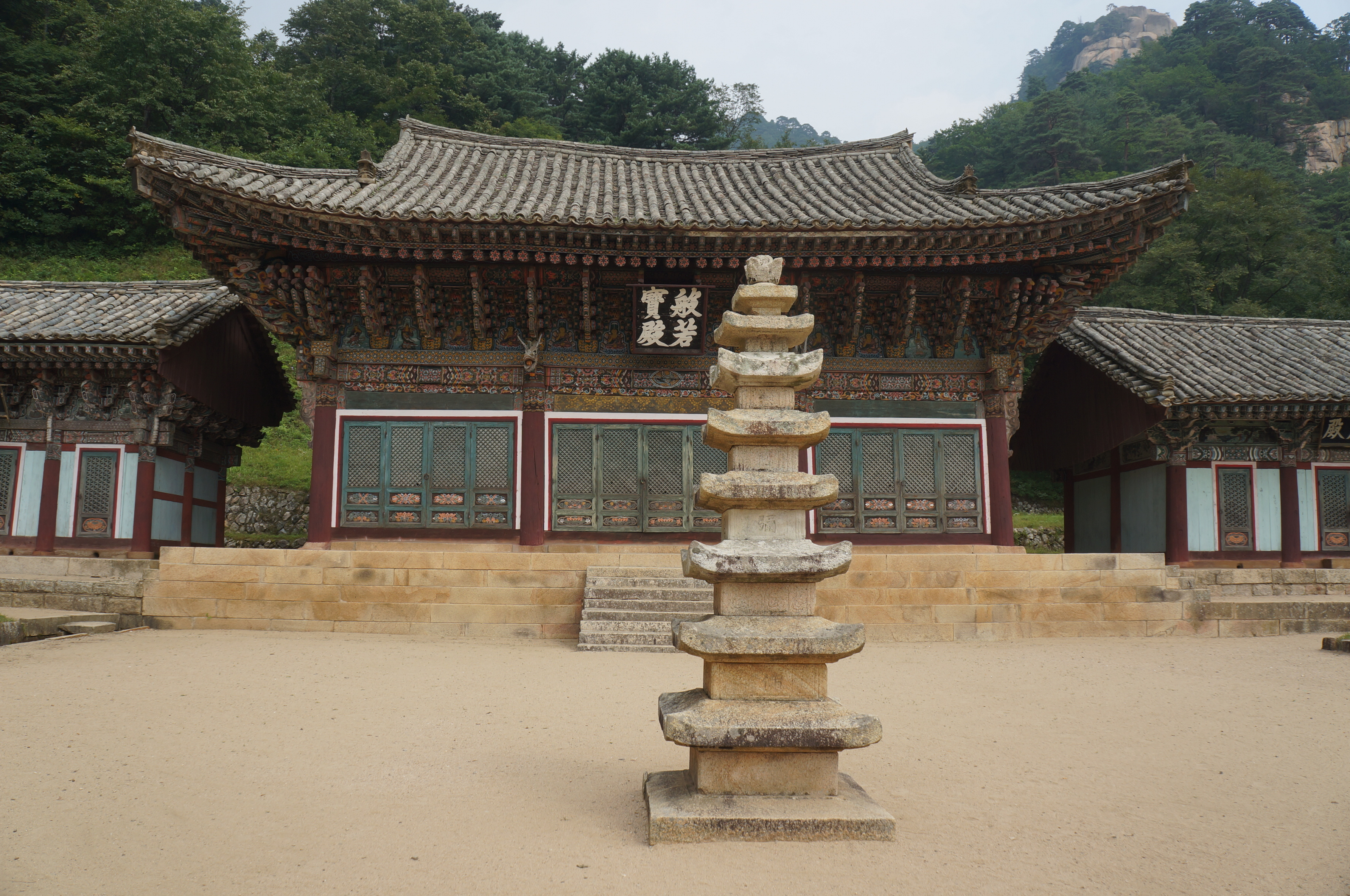
표훈사
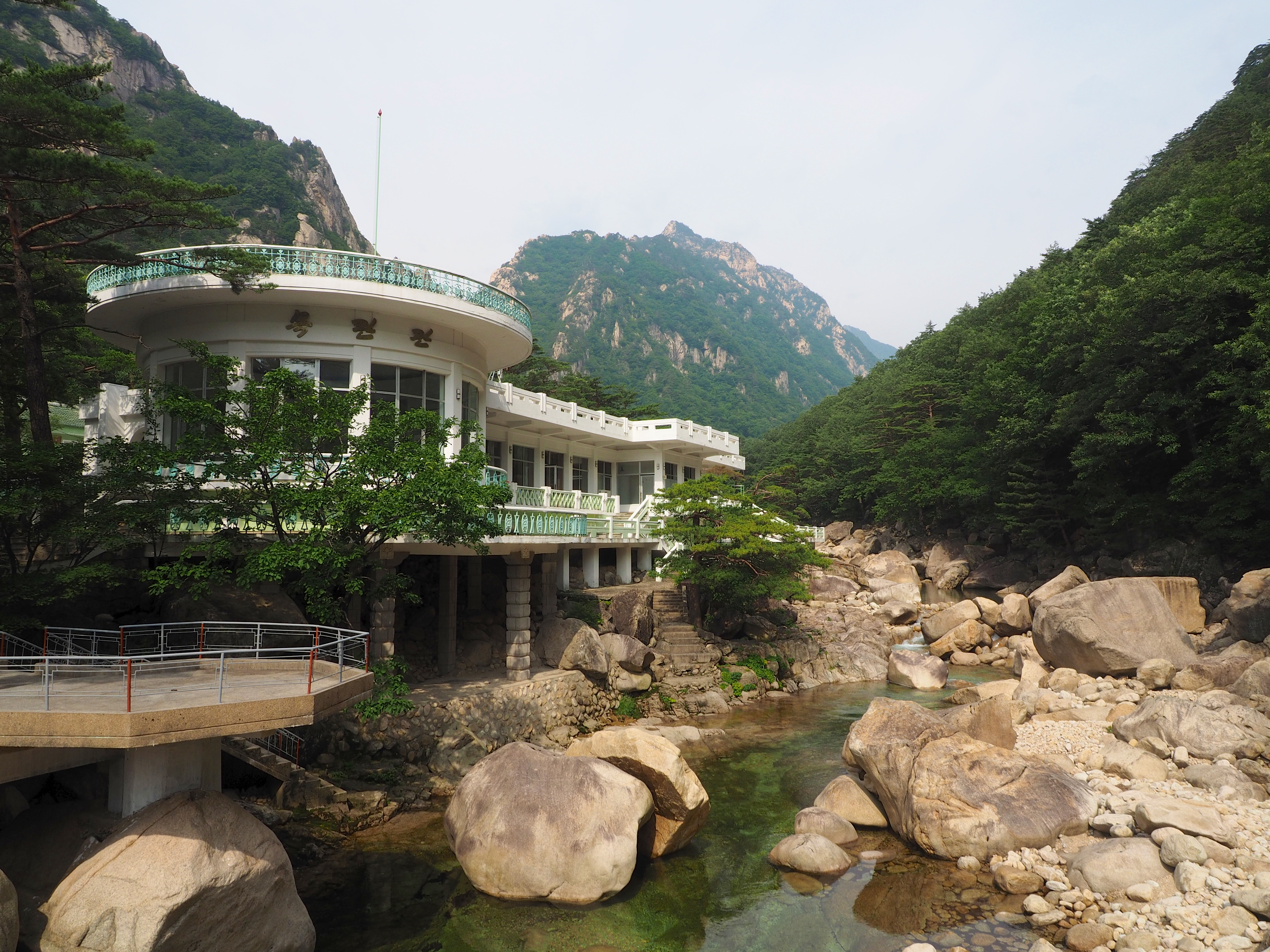
목란관 식당

## 같이 보기
- 현대아산
- 2008년 금강산 관광객 피격사망 사건